# 原丝凤尾藓
原丝凤尾藓（学名：Fissidens protonemaecola），又名绿丝凤尾藓，为凤尾藓科凤尾藓属下的一个种。

## 扩展阅读
- 維基物種上的相關：原丝凤尾藓